# Estação Jarama

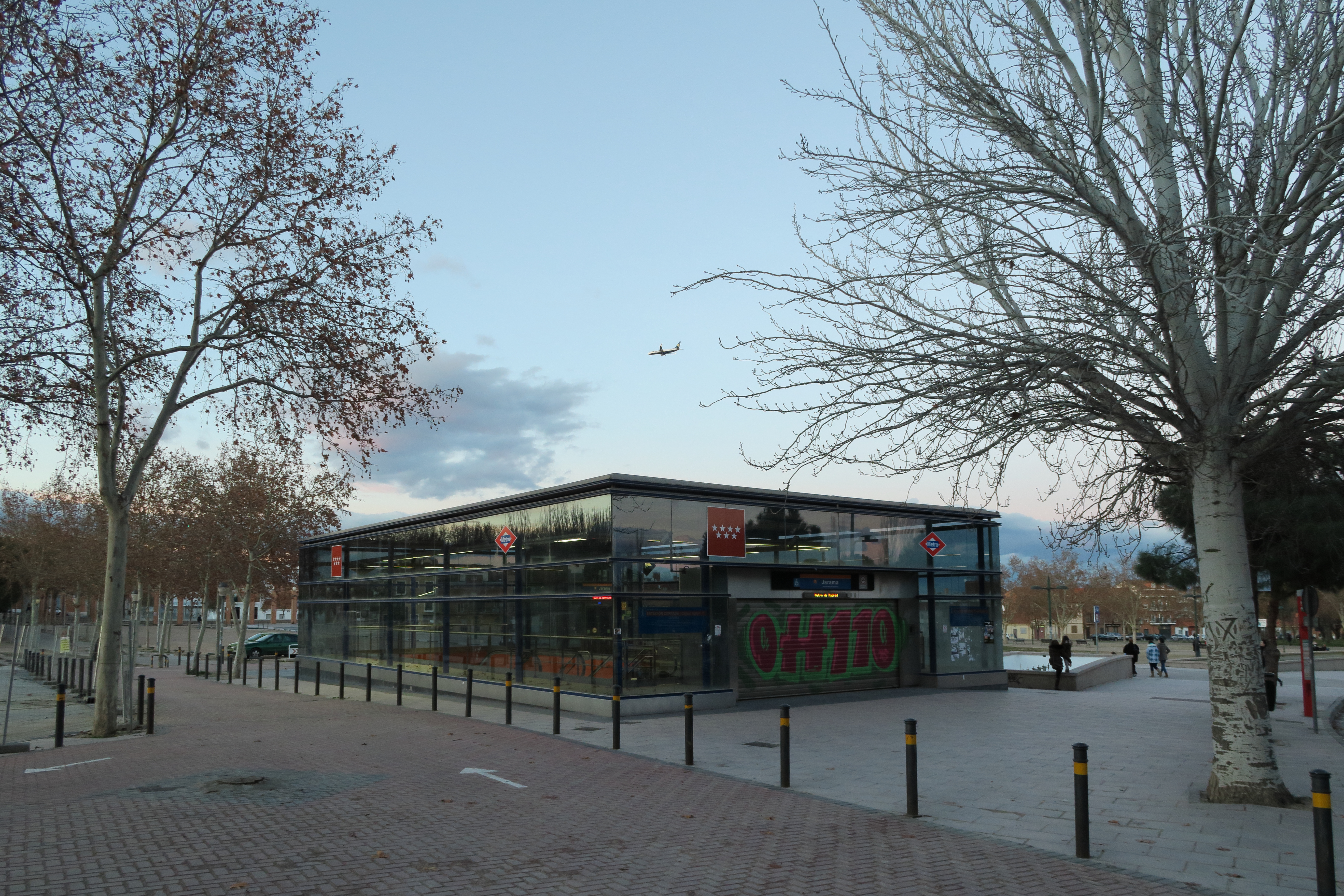
Acesso a estação.

Jarama é uma estação da Linha 7 do Metro de Madrid.